# Hana Buštíková
Hana Buštíková (* 2. února 1950 Valašské Meziříčí) je česká zpěvačka. Působila v ostravské skupině Bukanýři (1972–1975) a později účinkovala v programech Josefa Laufera nebo Jiřího Korna. Od roku 1980 je společně s Danou Vlkovou součástí známého dua Kamelie.

## Biografie
Hana Buštíková se narodila ve Valašském Meziříčí, kde rovněž vyrůstala. Otec byl zvěrolékařem a matka zpívala ve Valašském kroužku. Hana o zpěv jevila zájem již od dětských let, na základní škole zpívala v pěveckém sboru, osm let hrála na klavír a od čtrnácti se učila také na  kytaru. Vystudovala průmyslovou školu stavební ve Valašském Meziříčí, ale protože ji to táhlo ke zpěvu, přihlásila se do pěvecké soutěže v Rožnově pod Radhoštěm. V soutěži zvítězila a získala angažmá v místní kapele Elektron a v sedmnácti letech začala zpívat veřejně v rožnovské taneční kavárně.
Účastnila se dalších talentových soutěží a vyhrála Třineckou zlatou loutnu. Díky tomu ji pozvali do ostravského rozhlasu, kde natočila první profesionální snímek se skupinou Flamingo. Následoval singl Pantonu s písněmi Život zůstává stát a Ať se nebojí. V dalším roce vystupovala se skupinou Luďka Nekudy. Pracovala jako projektantka v rožnovské Tesle, ale v polovině roku 1972 se vydala na dráhu profesionální zpěvačky, stala se sólistkou v ostravské populární folkrockové kapele Bukanýři a upozornila na sebe nejen československé, ale také polské publikum.
V polovině 70. let minulého století odešla do Prahy a působila několik sezon spolu s Danou Vlkovou a Janou Giergielovou ve vokálním triu u Josefa Laufera. V roce 1978 odešla k Jiřímu Kornovi. Od roku 1980 zpívá s Danou Vlkovou v duu Kamelie, s nímž dosáhly největších úspěchů v 80. letech 20. století, ale aktivně vystupují i v současnosti po více než čtyřiceti letech. Vystupovaly i v zahraničí, v Německu jako Hana und Dana, a písničky zpívaly a natáčely také v angličtině a němčině. V roce 1983 se s písní Čau Pepíno zúčastnily v Tokiu světové soutěže populární písně World Popular Song Festival Yamaha.
Hrála ve filmech Když hvězdy vyplavou, Muž z Londýna, Sólo pro starou dámu, Trhák a Anděl s ďáblem v těle.
Hana Buštíková je rozvedená, má syna Davida a žije v Praze.